# 浏览器辅助对象
浏览器帮助对象（英語：Browser Helper Object）是一个DLL 模组。它被设计为微软公司开发的网页浏览器Internet Explorer的一个插件，以便提供一些附加功能。BHO在1997年10月于Internet Explorer 4中被引入。多数BHO都是在Internet Explorer每载入一个新的实例（通常是新窗口）时被执行。由于BHO在一些情形之下能拥有与浏览器本身一样的权限，因而这有可能会降低浏览器的安全性。